# Nido
Nido war eine Familienzeitschrift, die von 2009 bis 2019 bei Gruner + Jahr als Ableger des Sterns erschien.
Die Zeitschrift erschien erstmals am 17. April 2009 als Testausgabe. Sie wurde von Timm Klotzek und Michael Ebert entwickelt, die auch die Zeitschrift Neon für Gruner + Jahr entwickelt hatten. Bereits vor der Veröffentlichung der zweiten Testausgabe am 16. Oktober 2009 wurde bekanntgegeben, dass die Zeitschrift ab April 2010 zehnmal jährlich erscheint. Erstellt wurde sie von der Neon-Redaktion. 2014 wurde der Redaktionssitz von München nach Hamburg verlegt. Außerdem wurde im selben Jahr die Erscheinungsfrequenz auf monatlich erhöht.
Die verkaufte Auflage ist von 58.276 Exemplaren im ersten Quartal 2013 auf 24.015 Exemplare im zweiten Quartal 2017 gesunken. Danach wurde sie nicht mehr an die IVW gemeldet. Ab Mitte 2017 erschien die Zeitschrift nur noch zweimonatlich. Im Juni 2019 gab Gruner + Jahr bekannt, dass die Zeitschrift zum 17. Juli 2019 eingestellt wird.
2011 erhielt die Zeitschrift einen LeadAward in der Kategorie Newcomermagazin des Jahres.